# Мали Кавказ
41° 0′ 0″ N 44° 0′ 0″ E / 41.00000° С; 44.00000° И
Мали Кавказ (јерм. Փոքր Կովկաս, рус. Малый Кавказ) је један од два планинска венца Кавкаских планина дужине око 600 km.
Простире се јужно од Великог Кавказа и протеже се паралелно са њим на просечној удаљености око 100 км и ограничава јерменску висораван са севера и североистока. Са Великим Кавказом је повезан преко планине Ликхи, а одвојен Колхидском низијом на западу и Курском депресијом (река Кура) на истоку.
Највиши врх је Арагац, висок 4.090 метара.
У вегетацијском погледу доминирају шуме (листопадне и четинарске) те високопланинске ливаде. На северној страни су углавном влажне суптропске шуме које са висином постепено прелазе у висаоко планинске четинарске шуме, док на јужним обронцима шума постепено прелази у степе јерменске висоравни.